# Electric Sheep

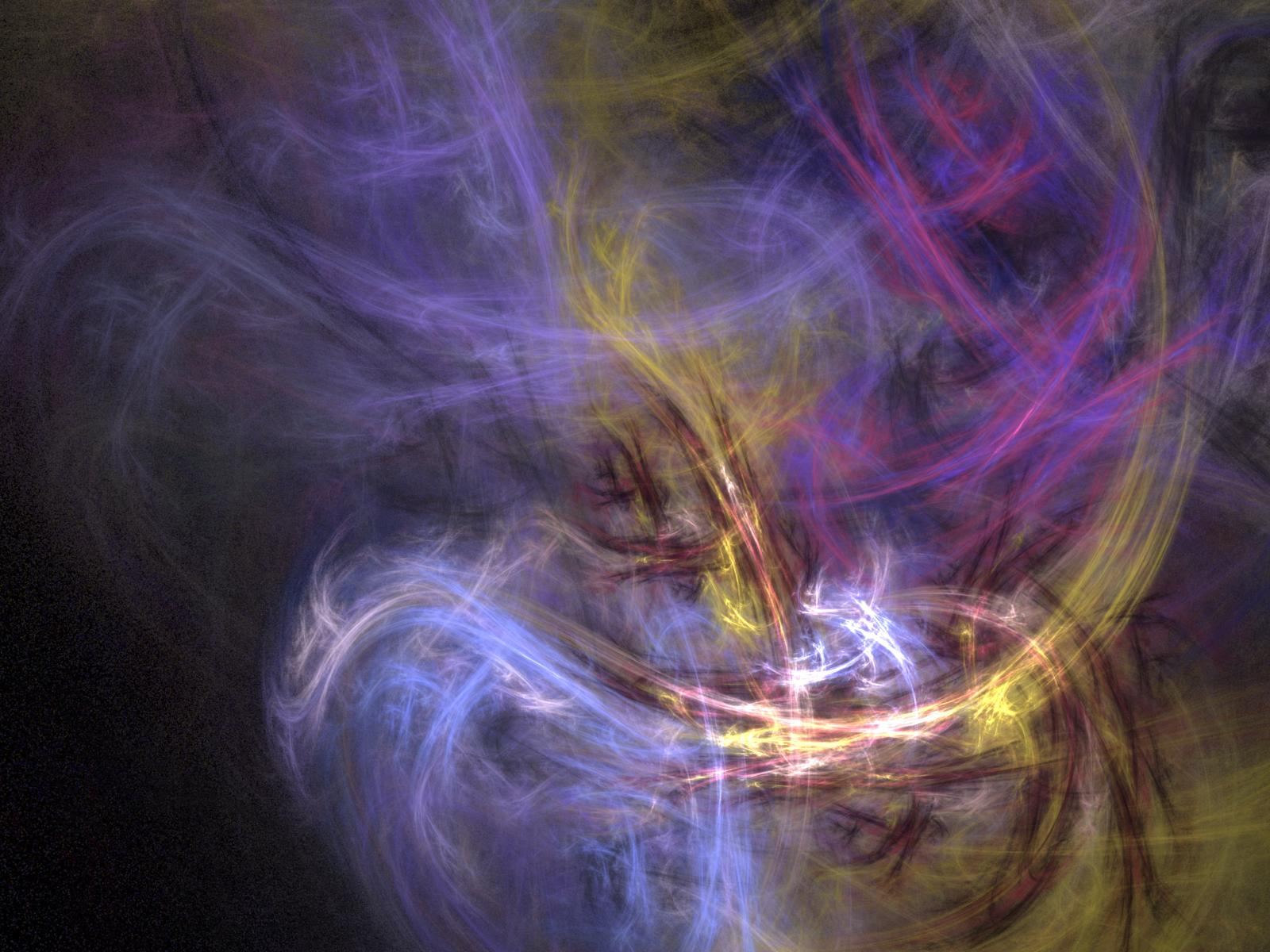
Un esempio di "sogno" generato dal progetto Electric Sheep

Electric Sheep è un progetto di calcolo distribuito per generare, scaricare e visualizzare filmati di frattali in un salvaschermo. Il progetto è stato creato da Scott Draves, mentre il programma è stato realizzato da Danny Daemonic, Eric Fung, Dean Gaudet, Nicholas Long, Mathew, David McGrath, Erik Reckase, Matt Reda, Jeff Sickel, Spot, Andrew Stone, Brennan Underwood e Timothy J. Wood.
I filmati generati sono disponibili pubblicamente sotto licenza Creative Commons. I partecipanti al progetto hanno la possibilità di votare i filmati che preferiscono che resteranno in circolazione più a lungo, inoltre i parametri utilizzati per i migliori "sogni" saranno modificati attraverso un algoritmo genetico per generarne di nuovi.

## Origine dell'idea
L'idea proviene da Do Androids Dream of Electric Sheep? (Il cacciatore di androidi) libro di Philip K. Dick da cui è stato tratto il famoso film Blade Runner per la regia di Ridley Scott. I computer (Androids) su cui va il salvaschermo stanno sognando (Dreaming) i filmati di frattali (Sheep).

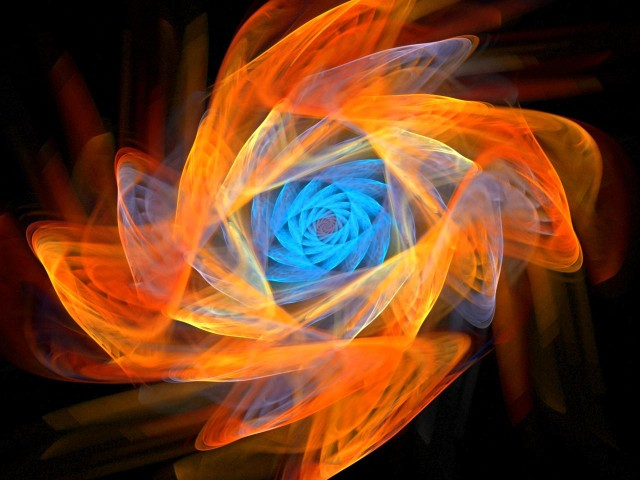
Un altro esempio di Sheep

## Requisiti per partecipare
Il progetto è software libero ed è possibile scaricare i sorgenti del programma scritti in C++. Si possono scaricare versioni dedicate per i seguenti sistemi operativi: Linux, FreeBSD, Microsoft Windows e macOS.